# Mekla
Mekla é uma cidade e comuna localizada na província de Tizi Ouzou no norte da Argélia. Sua população era de 24.237, em 2008.